# Morelos-Nahuatl
Het Morelos-Nahuatl is een variant van het Nahuatl dat gesproken wordt door de Nahua, de oorspronkelijke bewoners van het huidige Mexico. De taal behoort tot de Uto-Azteekse taalfamilie. Bij ISO/DIS 639-3 is de code nhm. Er zijn ongeveer 150.000 sprekers (1990).